# Кубок обладателей кубков ЕКВ среди женщин 1991/1992
20-й розыгрыш Кубка обладателей кубков ЕКВ среди женщин проходил со 2 ноября 1991 по 17 февраля 1992 года с участием 24 клубных команд стран-членов Европейской конфедерации волейбола. Победителем стала немецкая команда «УСК Мюнстер» (Мюнстер).

## Команды-участницы
| Страна               | Команда                            |
| -------------------- | ---------------------------------- |
| Австрия              | «Вюстенрот» (Зальцбург)            |
| Бельгия              | «Темсе» (Темсе)                    |
| Болгария             | «Левски-Спартак» (София)           |
| Венгрия              | «Вашаш» (Будапешт)                 |
| Германия             | «УСК Мюнстер» (Мюнстер)            |
| Германия             | «Шверинер» (Шверин)                |
| Греция               | «Ионикос» (Неа-Филаделфия)         |
| Дания                | «Хольте» (Хольте)                  |
| Израиль              | «Хакирьятим» (Кирьят-Хаим)         |
| Испания              | «Афелса Лос-Компадрес» (Ла-Лагуна) |
| Италия               | «Сирио» (Перуджа)                  |
| Кипр                 | «Олимпиада-Неаполис» (Никосия)     |
| Нидерланды           | «Схиппер-Мартинус» (Амстелвен)     |
| Норвегия             | «Фюллинген» (Берген)               |
| Польша               | «Чарни» (Слупск)                   |
| Португалия           | «Лейшойнш» (Матозиньюш)            |
| Румыния              | «Рапид» (Бухарест)                 |
| / СССР/Казахстан     | АДК (Алма-Ата)                     |
| СССР                 | «Орбита» (Запорожье)               |
| Турция               | «Эджзаджибаши» (Стамбул)           |
| Финляндия            | «Кориан Понси» (Коувола)           |
| Франция              | «Рьом-Овернь» (Рьом-эс-Монтань)    |
| Чехословакия         | КПС (Брно)                         |
| Швейцария            | «Монтана» (Люцерн)                 |
| / Югославия/Словения | «Палома-Браник» (Марибор)          |

## Система проведения розыгрыша
В турнире принимают участие команды 23 стран-членов ЕКВ (на 1991 год; 23 представителя национальных чемпионатов или Кубков своих стран и советский АДК в качестве победителя предыдущего розыгрыша). Во всех стадиях турнира применяется система плей-офф, то есть команды делятся на пары и проводят между собой по два матча с разъездами. Победителем пары выходит команда, одержавшая две победы. В случае равенства побед победителем становится команда, имеющая лучшее соотношение партий по сумме обоих матчей. В случае равенства и этого показателя в дальнейшую стадию плей-офф выходит команда, имеющая лучшее соотношение игровых очков по сумме матчей.
В 1-м раунде плей-офф приняли участие 18 команд. 9 победителей пар 1-го раунда выходят в 1/8 финала, где к ним присоединяются 7 команд, освобождённых от участия в стартовом раундах. 
8 команд-участниц четвертьфинала плей-офф определяют четырёх участников финального этапа.
Финальный этап состоит из предварительного раунда, полуфинала и двух финалов (за 3-е и 1-е места). Пары предварительного раунда определяются жеребьёвкой. Победители пар в полуфинальных матчах против проигравших определяют участников финала.

## 1-й раунд
ноябрь 1991
 «Фюллинген» (Берген) —  «Схиппер-Мартинус» (Амстелвен)
2 ноября. 0:3 (11:15, 1:15, 12:15).
9 ноября. 0:3 (5:15, 3:15, 8:15).
 «Кориан Понси» (Коувола) —  КПС (Брно)
2 ноября. 3:0 (15:11, 15:9, 15:9).
9 ноября. 0:3 (13:15, 2:15, 6:15). Соотношение игровых очков по сумме двух матчей — 66:74.
 «Монтана» (Люцерн) —  «Сирио» (Перуджа)
2 ноября. 0:3 (4:15, 7:15, 6:15).
9 ноября. 0:3 (2:15, 2:15, 4:15).
 «Вюстенрот» (Зальцбург) —  «Олимпиада-Неаполис» (Никосия)
2 ноября. 3:0 (15:3, 15:2, 15:1).
9 ноября. 3:0 (15:7, 15:3, 15:7).
 «Эджзаджибаши» (Стамбул) —  «Хакирьятим» (Кирьят-Хаим)
2 ноября. 3:0 (15:2, 15:2, 15:6).
9 ноября. 3:0 (15:0, 15:8, 15:2).
 «Афелса Лос-Компадрес» (Ла-Лагуна) — / «Палома-Браник» (Марибор)
2 ноября. 3:0 (15:12, 15:2, 15:10).
9 ноября. 3:0 (15:9, 15:12, 15:12).
 «Хольте» —  «Чарни» (Слупск)
2 ноября. 0:3 (4:15, 14:16, 16:17).
9 ноября. 0:3 (2:15, 9:15, 2:15).
 «Темсе» —  «Рьом-Овернь» (Рьом-эс-Монтань)
2 ноября. 0:3 (8:15, 6:15, 3:15).
9 ноября. 0:3 (10:15, 9:15, 16:17).
 «Ионикос» (Неа-Филаделфия) —  «Лейшойнш» (Матозиньюш)
2 ноября. 1:3 (3:15, 13:15, 15:11, 12:15).
9 ноября. 0:3 (7:15, 7:15, 7:15).
От участия в первом раунде освобождены:
| «Левски-Спартак» (София) «Вашаш» (Будапешт) «УСК Мюнстер» «Шверинер» (Шверин) | «Рапид» (Бухарест) АДК (Алма-Ата) «Орбита» (Запорожье) |

## 1/8 финала
декабрь 1991
 КПС (Брно) —  «УСК Мюнстер»
7 декабря. 0:3 (8:15, 2:15, 6:15).
14 декабря. 0:3 (5:15, 8:15, 13:15).
 «Схиппер-Мартинус» (Амстелвен) —  «Орбита» (Запорожье)
Отказ «Орбиты».
 «Сирио» (Перуджа) —  «Вюстенрот» (Зальцбург)
7 декабря. 3:0 (15:4, 15:1, 15:0).
14 декабря. 3:0 (15:6, 15:8, 15:7).
 «Эджзаджибаши» (Стамбул) —  АДК (Алма-Ата)
7 декабря. 1:3 (15:11, 11:15, 8:15, 12:15).
14 декабря. 1:3 (2:15, 5:15, 15:6, 7:15).
 «Афелса Лос-Компадрес» (Ла-Лагуна) —  «Шверинер» (Шверин)
7 декабря. 1:3 (7:15, 5:15, 16:14, 4:15).
14 декабря. 2:3 (7:15, 15:10, 15:11, 5:15, 10:15).
 «Рапид» (Бухарест) —  «Вашаш» (Будапешт)
7 декабря. 3:1 (15:4, 10:15, 15:8, 15:3).
14 декабря. 3:0 (15:6, 15:13, 15:5).
 «Рьом-Овернь» (Рьом-эс-Монтань) —  «Чарни» (Слупск)
7 декабря. 1:3 (11:15, 15:10, 5:15, 8:15).
14 декабря. 1:3 (15:11, 8:15, 12:15, 5:15).
 «Левски-Спартак» (София) —  «Лейшойнш» (Матозиньюш)
7 декабря. 3:0 (15:10, 15:12, 15:6).
14 декабря. 3:0 (15:12, 15:8, 15:7).

## Четвертьфинал
январь 1992
 «Схиппер-Мартинус» (Амстелвен) —  «УСК Мюнстер»
15 января. 0:3 (12:15, 9:15, 11:15).
22 января. 1:3 (17:16, 16:17, 7:15, 1:15).
 «Сирио» (Перуджа) —  АДК (Алма-Ата)
15 января. 2:3 (5:15, 16:14, 14:16, 15:6, 7:15).
22 января. 3:1 (10:15 15:12, 15:11, 15:11).
 «Шверинер» (Шверин) —  «Рапид» (Бухарест)
15 января. 3:0 (15:6, 15:7, 15:6).
22 января. 0:3 (4:15, 9:15, 12:15). Соотношение игровых очков по сумме двух матчей — 70:64.
 «Левски-Спартак» (София) —  «Чарни» (Слупск)
15 января. 3:2 (17:16, 15:4, 15:17, 12:15, 15:8).
22 января. 0:3 (7:15, 10:15, 8:15).

## Финал четырёх
15—17 февраля 1992.  Мюнстер.
Участники:
 «УСК Мюнстер» (Мюнстер)

 «Шверинер» (Шверин)

 «Сирио» (Перуджа)

 «Чарни» (Слупск)

### Предварительный раунд
15 февраля
 «Сирио» —  «Чарни»
3:1 (10:15, 15:2, 15:11, 15:8).
 «УСК Мюнстер» —  «Шверинер»
3:1 (15:9, 12:15, 15:9, 15:10).

### Полуфинал
16 февраля
 «Сирио» —  «Шверинер»
3:0 (15:1, 15:3, 15:1).
 «УСК Мюнстер» —  «Чарни»
3:0 (15:7, 15:6, 15:7).

### Матч за 3-е место
17 февраля
 «Шверинер» —  «Чарни»
3:2 (15:9, 15:13, 5:15, 5:15, 15:7).

### Финал
17 февраля
 «УСК Мюнстер» —  «Сирио»
3:2 (15:9, 13:15, 15:8, 10:15, 15:11).

### Итоги

#### Положение команд
| «УСК Мюнстер» (Мюнстер) |
| «Сирио» (Перуджа)       |
| «Шверинер» (Шверин)     |
| 4. «Чарни» (Слупск)     |

#### Призёры
«УСК Мюнстер» (Мюнстер): Марьолейн Де Йонг, Ульрике Копперс, Александра Людвиг, Анне-Катрин Шаде, Инес Пианка, Сабине Назаров, Аннетте Хейман, Тэн Сюлань, ... Главный тренер — Олаф Кортман.
  «Сирио» (Перуджа): Маргарет Торелли, Мауриция Каччатори, Яна Фольмер, Гвендалина Буффон, Сара Ферретти, Вера Мосса, Чинция Перона, Элиани Оливейра, Барбара Вальсезия, Кристина Сапорити. Главный тренер — Бернардо Резенде (Бернардиньо).
  «Шверинер» (Шверин): Дорте Штюдеман, Ульрике Швердтнер, Уте Ольденбург-Штеппин, Сильвия Ролль, Кристина Шульц, … Главный тренер — Герхард Фиделак.